# Vjersko novinarstvo
Vjersko novinarstvo ima ulogu objavljivanja vjerskoga tiska, koji počiva na vjerskoj objavi i moralu. Iz tih kriterija vjersko novinarstvo bira sadržaje, kreira sve svoje interpretacije i vodi cijelu svoju novinarsku djelatnost. Jedno od njenih načela je formiranje ispravnog, tj. etički ispravnog, javnog mnijenja. 
Istina i objava Riječi Božje vjerskom novinarstvu su glavni kriterij za sveukupnu djelatnost. Katolička Crkva obvezuje sve autore, posebno svoje novinare, da pišu samo moralno ispravne tekstove. Od država se traži omogućuju Crkvi obavljanje njenog poslanja: da širi Riječ Božju putem svih medija. 
Sveta Stolica je osnovala svoj poseban ured, koji prati kako djeluje vjersko novinarstvo. Opći smisao vjerskog novinarstva, kao jednog oblika navještaja je da vjernike upoznaje, povezuje i okuplja u Božju zajednicu, da suzbija malodušje, posebno učinak razočaranja u životu koji vodi egzistencijalnom rasulu čovjeka, te da omogućuje puni rast svakome čovjeku do Boga. Vjersko novinarstvo i retorika su prvi u povijesti otkrili i uspješno primjenjivali multimedijalnost u širenju svojih poruka. 
Ovakvom obliku novinarstvu teže je obavljati svoju funkciju za razliku od klasičnoga novinarstva, jer je njegov glavni zadatak da duhovni svijet učini prisutnim. Ova vrsta novinarstva od žanrova se najviše služi reportažama, intervjuima, razgovorima, jer su to žanrovi koji posreduju velike vrijednosti poruka. Radio-Vatikan je središnja radijska postaja. Katolička Crkva ima u svijetu i televizijske mreže, mnogobrojne vrste novina, revijalnih izdanja i ozbiljnih časopisa. U novije vrijeme vjersko se novinarstvo intenzivno ubraja i u elektroničku revoluciju, pa u svoje sustave javnoga komuniciranja uvodi digitalne medije, kojima se vrlo uspješno koristi. 